# Freienwil
Freienwil (schweizertyska: Freyewil) är en ort och kommun i distriktet Baden i kantonen Aargau, Schweiz. Kommunen har 1 116 invånare (2023).